# Una princesa en el escenario
Una princesa en el escenario (título original: The Showgirl Princess) es un libro infantil escrito por Kylie Minogue. Fue lanzado el 21 de septiembre de 2006 por Puffin Books. El libro está dirigido a niñas de entre seis y hacia arriba, y se basa en la vida de Minogue. Fue publicado en español por la editorial Serres en el mismo mes de la publicación en su idioma original.

## Sinopsis
Cuando los preciosos zapatos de la cantante desaparecen, ¿cómo se soluciona el problema? Porque una chica no puede convertirse en princesa si le faltan los zapatos de princesa... Este libro, iluminado con maravillosas ilustraciones, recreado con fotos inéditas y exclusivas de la gran artista tomadas por el fotógrafo William Baker e ilustrado por Swan Park. Y, sobre todo, engrandecido por el insuperable encanto de Kylie Minogue, resultará fascinante para jóvenes lectoras y lectores. El libro inspirará a "esas princesitas que hay en todas partes y les gusta disfrazarse y divertirse". Además el libro "lleva un mensaje positivo de autoconfianza y sobre la importancia de la amistad y el trabajo en equipo".